# Presidente della giunta regionale
Il presidente della giunta regionale (o presidente della regione), secondo l'art. 121 della Costituzione italiana, uno degli organi della regione; è al contempo presidente della regione, e come tale preposto a un organo monocratico dell'ente, e presidente (oltre che membro) dell'organo esecutivo collegiale del medesimo ente, la giunta regionale. Dopo l'introduzione della sua elezione popolare diretta (1993), nel gergo politico e giornalistico si è diffusa la consuetudine di denominarlo – impropriamente – governatore, in analogia con la figura del governatore statale negli Stati Uniti.
Per le regioni a statuto ordinario, alle quali si farà riferimento nel seguito, la figura del presidente è disciplinata essenzialmente dalla Costituzione (artt. 121, 122, 126) e dallo statuto regionale; per le regioni a statuto speciale è invece disciplinata dallo statuto, che ha forza di legge costituzionale, peraltro in termini generalmente non dissimili rispetto alle regioni a statuto ordinario; va altresì notato che gli statuti di queste regioni adottano per lo più la denominazione "presidente della regione", in luogo di "presidente della giunta regionale" usata solitamente nelle regioni a statuto ordinario.

## Elezione
L'art. 122 della Costituzione prevede che il sistema di elezione (e i casi di ineleggibilità e di incompatibilità) del presidente sono disciplinati con legge della regione nei limiti dei princìpi fondamentali stabiliti con legge statale, che stabilisce anche la durata degli organi elettivi. Peraltro, secondo il 5° comma dello stesso articolo, il presidente della giunta regionale, salvo che lo statuto regionale disponga diversamente, è eletto a suffragio universale e diretto.
La legge 2 luglio 2004, n. 165, include tra i principi ai quali deve attenersi la legge regionale:
- la non immediata rieleggibilità allo scadere del secondo mandato consecutivo del presidente della giunta regionale eletto a suffragio universale e diretto (art. 2);
- la contestualità dell'elezione del presidente della giunta regionale e del consiglio regionale, se il presidente è eletto a suffragio universale e diretto; la previsione, negli altri casi, di termini temporali tassativi, comunque non superiori a novanta giorni, per l'elezione del presidente e per l'elezione o la nomina degli altri componenti della giunta (art. 4).

Ne segue che, sebbene la Costituzione mostri una chiara preferenza per l'elezione diretta, è lasciata la possibilità alle singole regioni di optare per una diversa soluzione e, in particolare, per l'elezione da parte del consiglio regionale, come avveniva prima della riforma operata dalla legge costituzionale 22 novembre 1999, n. 1. Tale possibilità di scelta va ricondotta alla previsione dell'art. 123 della Costituzione, secondo il quale lo statuto regionale determina la forma di governo della regione. In effetti, l'elezione diretta tende ad avvicinare la figura del presidente regionale a quella del presidente di una repubblica presidenziale; viceversa, l'elezione da parte del consiglio regionale tende ad avvicinarlo al primo ministro di un governo parlamentare.
Allo stato attuale la totalità degli statuti regionali ordinari ha optato per l'elezione diretta. Quanto alle regioni a statuto speciale, in Valle d'Aosta e nel Trentino-Alto Adige, nella prima il presidente della regione è ancora eletto dal consiglio regionale, ma nella seconda tale carica è ricoperta alternativamente dai presidenti delle province autonome di Trento e Bolzano; nelle rimanenti è eletto direttamente dalla popolazione.
L'art. 122, 2° comma, della Costituzione stabilisce che nessuno può appartenere a un consiglio o a una giunta regionale e, contemporaneamente, a una delle camere del Parlamento, a un altro consiglio o ad altra giunta regionale, oppure al Parlamento europeo.

### Eleggibilità a un terzo mandato
A seguito dell'introduzione dell'elezione diretta nel 1993 e dell'approvazione della legge 2 luglio 2004, n. 165 "Disposizioni di attuazione dell’articolo 122, primo comma, della Costituzione", è sorta una controversia in merito alla ricandidatura a un terzo mandato dei presidenti di giunta regionale. L'articolo 2 della legge n. 165/2004 stabilisce infatti che "le regioni disciplinano con legge i casi di ineleggibilità", indicando tra essi alla lettera f) la "previsione della non immediata rieleggibilità allo scadere del secondo mandato consecutivo del Presidente della Giunta regionale eletto a suffragio universale e diretto, sulla base della normativa regionale adottata in materia".
Tale evenienza assunse rilevanza politica dapprima alle elezioni regionali del 2010, alle quali risultavano candidati a un terzo mandato, per le rispettive regioni (Lombardia ed Emilia-Romagna), i presidenti uscenti dal loro secondo mandato, ovvero Roberto Formigoni del centro-destra e Vasco Errani del centro-sinistra (peraltro risultati poi entrambi vincitori). La loro ricandidatura fu contestata a livello accademico, in quanto contrastante con il sopracitato articolo di legge, mentre d'altronde secondo altra parte della dottrina tale normativa di principio non sarebbe stata immediatamente applicabile in assenza di una legge elettorale regionale di recepimento; vale a dire che il primo mandato di Formigoni ed Errani non sarebbe stato computabile perché era già iniziato all'entrata in vigore della legge n. 165/2004. Sebbene una sentenza della Corte suprema di cassazione (la n. 2001 del 2008) avesse escluso la possibilità di ricandidatura per i sindaci in una fattispecie analoga, nel caso di Formigoni ed Errani i giudici si espressero, con due diverse pronunce, in favore della loro rielezione al terzo mandato: ciò in quanto la legge n. 165/2004 non è immediatamente applicabile, ma richiede un recepimento a livello regionale (che all'epoca non era stato adottato né in Lombardia né in Emilia-Romagna).
Una vicenda analoga si è avuta a metà degli anni 2020, per Luca Zaia del centro-destra in Veneto e Vincenzo De Luca del centro-sinistra in Campania. In particolare, in quest'ultimo caso, il Consiglio regionale della Campania aveva approvato una legge regionale che prevedeva esplicitamente la possibilità di candidarsi e ricoprire un terzo mandato; impugnata dal governo Meloni, tale legge è stata in seguito giudicata incostituzionale dalla Consulta.
La sentenza introduce il divieto del terzo mandato nelle regioni a statuto ordinario, ma non in quelle a statuto speciale.
In Sicilia lo statuto speciale prevede espressamente che "la carica di Presidente della Regione può essere ricoperta per non più di due mandati consecutivi". Anche il Lazio ha introdotto il limite di due mandati.

## Mandato
Se eletto dai cittadini, il presidente della regione rimane in carica per l'intera durata della legislatura, fissata in cinque anni (art. 5 della legge n. 165/2004). Tuttavia il mandato presidenziale può cessare prima di tale termine, oltre che innanzi a dimissioni volontarie o morte, in due casi, previsti entrambi dall'art. 126 della Costituzione.
Secondo il primo comma dell'art. 126 con decreto motivato del Presidente della Repubblica sono disposti lo scioglimento del consiglio regionale e la rimozione del presidente della giunta che abbiano compiuto atti contrari alla Costituzione o gravi violazioni di legge. Lo scioglimento e la rimozione possono altresì essere disposti per ragioni di sicurezza nazionale. Il decreto è adottato sentita una commissione di deputati e senatori costituita, per le questioni regionali, nei modi stabiliti con legge statale. Si tratta, dunque, di una misura eccezionale, situazioni di particolare gravità che, finora, non è mai stata adottata.
Il secondo comma dell'art. 126 stabilisce invece che il consiglio regionale può esprimere la sfiducia nei confronti del presidente della giunta mediante mozione motivata, sottoscritta da almeno un quinto dei suoi componenti e approvata per appello nominale a maggioranza assoluta dei componenti. La mozione di sfiducia qui prevista è un istituto tipico della forma di governo parlamentare, assente invece in quella presidenziale; la Costituzione, tuttavia, prevede la sfiducia anche nel caso in cui lo statuto abbia optato per l'elezione diretta del presidente, introducendo così una presidenziale classico; d'altra parte, l'effetto della sfiducia è diverso a seconda della forma di governo scelta, nel caso di elezione diretta del presidente, opera il principio, applicazione più stringente del concetto di sfiducia distruttiva.
Tale principio è sancito sempre nell'art. 126 laddove prevede che l'approvazione della mozione di sfiducia nei confronti del presidente della giunta eletto a suffragio universale e diretto, nonché la rimozione, l'impedimento permanente, la morte o le dimissioni volontarie dello stesso comportano le dimissioni della giunta e lo scioglimento del consiglio. In ogni caso i medesimi effetti conseguono alle dimissioni contestuali della maggioranza dei componenti il consiglio. Ne segue che, se lo statuto ha optato per l'elezione del presidente da parte del consiglio regionale, la sfiducia costringe il presidente alle dimissioni, secondo la tipica dinamica della forma di governo parlamentare; se, invece, lo statuto ha optato per l'elezione universale, la sfiducia determina la simultanea decadenza del presidente e del consiglio regionale.

## Funzioni
Secondo l'art. 121 della Costituzione il presidente della giunta rappresenta la regione; dirige la politica della giunta e ne è responsabile; promulga le leggi ed emana i regolamenti regionali; dirige le funzioni amministrative delegate dallo Stato alla regione, conformandosi alle istruzioni del Governo della Repubblica. Ha, quindi, a livello regionale un ruolo paragonabile a quello di capo del governo. In tutte le regioni il presidente è, inoltre, membro del consiglio regionale.
Secondo l'art. 122 della Costituzione: "Il Presidente eletto nomina e revoca i componenti della Giunta".
Gli statuti regionali precisano le attribuzioni delineate dai predetti articoli della Costituzione, prevedendo altresì che il presidente presenta al consiglio regionale i disegni di legge e gli altri provvedimenti di iniziativa della giunta; indice le elezioni regionali e i referendum previsti dallo statuto; convoca e presiede la giunta, stabilendone l'ordine del giorno; assegna a ogni assessore funzioni ordinate organicamente per gruppi di materia (le cosiddette "deleghe") e dirime i conflitti di attribuzione tra gli stessi.
Nell'esercizio delle sue funzioni il presidente della regione adotta provvedimenti amministrativi, solitamente in forma di decreto. Va tuttavia rammentato che, in virtù del principio di separazione tra funzioni di indirizzo politico-amministrativo e di gestione, i provvedimenti presidenziali, come quelli degli altri organi politici, non possono invadere l'ambito delle funzioni di gestione, riservate ai dirigenti, salve le eccezioni espressamente previste dalla legge. Per lo stesso motivo, il presidente non è più titolato a stipulare contratti per la regione (mentre può stipulare gli accordi di programma, data la loro natura politica); gli statuti regionali hanno invece generalmente conservato in capo al presidente la rappresentanza processuale dell'ente.
Il presidente della giunta regionale è autorità sanitaria regionale. In questa veste, ai sensi dell'art. 32 della legge n. 833/1978 e dell'art. 117 del D.Lgs. n. 112/1998, può anche emanare ordinanze contingibili e urgenti, con efficacia estesa all'intero territorio regionale o parte di esso comprendente più comuni, in caso di emergenze sanitarie e di igiene pubblica.

### Regioni a statuto speciale
I presidenti delle regioni a statuto speciale hanno diritto di partecipare alle sedute del Consiglio dei ministri in cui si trattano questioni riguardanti interessi che, distaccandosi da quelli generali e comuni a tutte le regioni o a una categoria di esse, si configurano come propri delle rispettive regioni. Tuttavia, mentre i presidenti di Sardegna, Friuli-Venezia Giulia, Valle d'Aosta e Trentino-Alto Adige hanno solo voto consultivo, al Presidente della Regione Siciliana è riconosciuto diritto di voto deliberativo e rango di ministro.
In alcune regioni a statuto speciale (Valle d'Aosta, Sicilia e Sardegna) il presidente è anche investito di funzioni dell'autorità di pubblica sicurezza.
Il presidente della Sardegna fa parte della delegazione italiana all'Unione europea o in altre organizzazioni internazionali quando vi sono in gioco interessi rilevanti per la regione.

## Distintivo
A differenza di altre cariche pubbliche italiane a carattere locale, nessuna norma dispone l'esistenza di un distintivo per il presidente di giunta regionale. Vi sono però casi in cui singole regioni si sono autonomamente attribuite tale ausilio:
- dal 1985 il presidente della regione Liguria adotta quale distintivo una fascia in tessuto, portata a tracolla della spalla destra, larga 15 centimetri e costituita da tre bande verticali di uguali dimensioni che riportano i colori del gonfalone (azzurro, rosso, verde) e termina con una frangia color oro. Nella parte ricadente sul petto, in posizione centrale, è ricamato lo stemma della Regione. La fascia è concessa in uso anche al presidente del consiglio regionale e a eventuali delegati autorizzati.
- il 15 luglio 2015 il consiglio regionale della Toscana ha approvato all'unanimità l'introduzione di una fascia in tessuto bianco con due bande paracentrali rosse, su cui campeggia centralmente il Pegaso argenteo (simbolo regionale) e con la coccarda italiana tricolore o l'emblema della Repubblica Italiana in ricamo sul lembo inferiore: essa viene portata a tracolla sulla spalla destra ed è concessa in uso anche al presidente del consiglio regionale e a eventuali delegati autorizzati[15].
- il 29 gennaio 2019 il consiglio regionale della Lombardia ha approvato all'unanimità l'introduzione di una fascia in tessuto verde frangiato d'argento, con ricamato all'estremità inferiore la rosa camuna (simbolo regionale), da portarsi a tracolla sulla spalla destra; l'uso della stessa è esteso anche al presidente del consiglio regionale e a eventuali delegati autorizzati[16].

## Linea temporale
Presidenti dal 1995, anno di introduzione dell'elezione diretta del Presidente della giunta per le regioni a statuto ordinario:
     Coalizione di Centro-sinistra
     Coalizione di Centro-destra
     Altri

## Presidenti in carica

Mappa delle coalizioni che governano le regioni e provincie autonome a novembre 2024
Coalizione di Centro-sinistra
Coalizione di Centro-destra

Coalizione di Centro-sinistra
     Coalizione di Centro-destra
| Regione               | Presidente | Presidente | Presidente                  | Mandato           | Mandato       | Partito                         | Coalizione nel Consiglio Regionale | Coalizione nel Consiglio Regionale                    |
| Regione               | Presidente | Presidente | Presidente                  | Inizio            | Fine prevista | Partito                         | Coalizione nel Consiglio Regionale | Coalizione nel Consiglio Regionale                    |
| --------------------- | ---------- | ---------- | --------------------------- | ----------------- | ------------- | ------------------------------- | ---------------------------------- | ----------------------------------------------------- |
| Valle d'Aosta         |            |            | Renzo Testolin (1968)       | 2 marzo 2023      | 2025          | Union Valdôtaine                |                                    | Centro-sinistra autonomista UV • FP-PD • AV-VdAU • SA |
| Piemonte              |            |            | Alberto Cirio (1972)        | 6 giugno 2019     | 2029          | Forza Italia                    |                                    | Centro-destra Lega • FI • FdI                         |
| Liguria               |            |            | Marco Bucci (1959)          | 6 novembre 2024   | 2029          | Indipendente di centro-destra   |                                    | Centro-destra FdI • Lega • FI • NM                    |
| Lombardia             |            |            | Attilio Fontana (1952)      | 26 marzo 2018     | 2028          | Lega Salvini Premier            |                                    | Centro-destra FdI • Lega • FI • NM                    |
| Veneto                |            |            | Luca Zaia (1968)            | 7 aprile 2010     | 2025          | Lega Salvini Premier            |                                    | Centro-destra Lega • FdI • FI                         |
| Trentino-Alto Adige   |            |            | Arno Kompatscher (1972)     | 13 marzo 2024     | 2028          | Südtiroler Volkspartei          |                                    | Centro-destra autonomista SVP • Lega • FdI • DF • LC  |
| Friuli-Venezia Giulia |            |            | Massimiliano Fedriga (1980) | 3 maggio 2018     | 2028          | Lega Salvini Premier            |                                    | Centro-destra Lega • FdI • FI • PFVG                  |
| Emilia-Romagna        |            |            | Michele De Pascale (1985)   | 12 dicembre 2024  | 2029          | Partito Democratico             |                                    | Centro-sinistra-M5S PD • AVS • M5S                    |
| Toscana               |            |            | Eugenio Giani (1959)        | 8 ottobre 2020    | 2025          | Partito Democratico             |                                    | Centro-sinistra PD • IV                               |
| Marche                |            |            | Francesco Acquaroli (1974)  | 30 settembre 2020 | 2025          | Fratelli d'Italia               |                                    | Centro-destra Lega • FdI • FI • UdC                   |
| Umbria                |            |            | Stefania Proietti (1975)    | 2 dicembre 2024   | 2029          | Indipendente di centro-sinistra |                                    | Centro-sinistra-M5S PD • M5S • AVS                    |
| Lazio                 |            |            | Francesco Rocca (1965)      | 2 marzo 2023      | 2028          | Indipendente di destra          |                                    | Centro-destra FdI • Lega • FI • NM                    |
| Abruzzo               |            |            | Marco Marsilio (1968)       | 23 febbraio 2019  | 2029          | Fratelli d'Italia               |                                    | Centro-destra FdI • FI • Lega • NM                    |
| Molise                |            |            | Francesco Roberti (1967)    | 6 luglio 2023     | 2028          | Forza Italia                    |                                    | Centro-destra FdI • FI • IMCV • NM • PpI • Lega       |
| Campania              |            |            | Vincenzo De Luca (1949)     | 18 giugno 2015    | 2025          | Partito Democratico             |                                    | Centro-sinistra PD • IV • PSI • IeP • CD • NC • EV    |
| Puglia                |            |            | Michele Emiliano (1959)     | 26 giugno 2015    | 2025          | Indipendente di centro-sinistra |                                    | Centro-sinistra PD • M5S • CON • Az • POP-nDC • SI    |
| Basilicata            |            |            | Vito Bardi (1951)           | 16 aprile 2019    | 2029          | Forza Italia                    |                                    | Centro-destra FdI • FI • Lega • Az                    |
| Calabria              |            |            | Roberto Occhiuto (1969)     | 29 ottobre 2021   | 2026          | Forza Italia                    |                                    | Centro-destra FI • FdI • Lega • CI • UdC              |
| Sicilia               |            |            | Renato Schifani (1950)      | 13 ottobre 2022   | 2027          | Forza Italia                    |                                    | Centro-destra FI • FdI • Lega • DC • CP • MpA         |
| Sardegna              |            |            | Alessandra Todde (1969)     | 20 marzo 2024     | 2029          | Movimento 5 Stelle              |                                    | Centro-sinistra-M5S PD • M5S • AVS • PSI              |

1. ↑  Confluito nell'UV il 16 giugno 2024
2. ↑  In precedenza Partito Democratico
3. ↑  dal 26 gennaio 2021 all'11 aprile 2024
4. ↑  Partito presente in Giunta, ma non in Consiglio Regionale, fino al 23 aprile 2024